# Universitäts-Augenklinik Düsseldorf
Die Universitäts-Augenklinik Düsseldorf ist Teil des Universitätsklinikums Düsseldorf. Ihr Schwerpunkt liegt traditionell im Bereich des vorderen Augenabschnittes. Sie ist ein internationales Zentrum für Keratoplastik. Ein weiterer Schwerpunkt ist die chirurgische und konservative Behandlung von Netzhaut- und Glaskörpererkrankungen.

## Geschichte

Albert Mooren

Der erste bedeutende Augenarzt in Düsseldorf, dem das Universitätsklinikum unter anderem seine Adresse verdankt, war Albert Mooren. Als Schüler Albrechts von Graefes (1828–1870) wurde ihm im Jahre 1862 von der Stadt Düsseldorf die Leitung der neuen Augenheilanstalt mit 84 Betten zugesprochen. Um der wachsenden Anzahl der Medizinstudenten eine Ausbildungsmöglichkeit zu bieten, erhielten die städtischen Krankenanstalten 1919 eine vorläufige und 1923 mit der Gründung der Medizinischen Akademie eine dauerhafte Genehmigung zur Ausbildung von Studenten.
Ernst Custodis, Klinikleiter von 1946 bis 1967, war 1949 der Erste, der eine rhegmatogene Netzhautablösung erfolgreich mit einer Plombe behandelte. Am 1. Januar 1973 übernahm das Land Nordrhein-Westfalen die Trägerschaft der Städtischen Krankenanstalten, die in Universitätsklinikum Düsseldorf umbenannt wurden.
Rainer Sundmacher, der von 1986 bis 2006 die Klinik leitete, gründete 1995 die Lions Hornhautbank NRW; seitdem liegt der Schwerpunkt der Düsseldorfer Augenklinik im Bereich von Hornhauterkrankungen. Seit 2011 wird die Klinik von Gerd Geerling geleitet. Die Klinik bezog im Dezember 2016 renovierte Gebäude (18.11 und 18.12) an der Himmelgeister Straße.

## Behandlungsschwerpunkte

### Augenvorderabschnitt
Ein Spezialgebiet der Augenklinik sind Hornhautoperationen:
- Perforierende Keratoplastik
- Hintere und vordere lamelläre Keratoplastik (DSAEK; DMEK, DALK)

Zu den weiteren Schwerpunkten gehören unter anderem
- Kollagenvernetzung (Crosslinking) bei Keratokonus, Keratoglobus, Keratotorus und Keratektasie nach refraktiver Hornhautchirurgie (LASIK)
- Hornhautprothesen
- Katarakt-Operationen
- Glaukom-Operationen

### Augenhinterabschnitt
Im Mittelpunkt stehen Behandlungen der feuchten altersabhängigen und anderer Formen der Makuladegeneration, der diabetischen Netzhaut- und Makulaerkrankung und anderer Gefäßerkrankungen der Netzhaut sowie infektiöser bzw. entzündlicher Netzhaut-Glaskörpererkrankungen. Unter anderem werden Netzhaut-Glaskörperoperationen (zum Beispiel Pars-plana-Vitrektomie) durchgeführt.
In der Abteilung für okuloplastische Chirurgie werden Patienten mit Erkrankungen der Lider, Tränenwege und Augenhöhle behandelt. Ausgeführt werden die rekonstruktive Lidchirurgie (unter anderen Ptosis, Entropium, Ektropium, Dermatochalasis) und die rekonstruktive Tränenwegs- und Orbitachirurgie, zum Beispiel die endoskopische Eröffnung der Tränenwege. Ferner gehört zum Aufgabenbereich die operative Entfernung des Augeninhaltes oder des gesamten Augapfels bei chronischen Erkrankungen oder Verletzungen des Auges.

## Forschungsschwerpunkte
Die wissenschaftliche Forschung der Klinik erfolgt im Labor für experimentelle Ophthalmologie. Dort beschäftigen sich Arbeitsgruppen komplementär zu den klinischen Aufgabenbereichen mit translationalen Ansätzen im Bereich der regenerativen Medizin des Auges. Ein weiterer Schwerpunkt liegt bei der Schaffung von Binde- und Hornhautersatzgeweben.
Die Augenklinik Düsseldorf ist EVICR-zertifiziert (European Vision Clinical Research) und ist unter der Leitung von Rainer Guthoff an zahlreichen klinischen Studien zur Erprobung neuer Therapieansätze beteiligt. Zu den Forschungsschwerpunkten zählen unter anderen
- Hornhaut- und andere Transplantationsverfahren
- Regenerative Medizin des Auges
- Trockenes Auge und neuartige Tränenersatzmittel
- Vaskuläre Erkrankungen der Netzhaut und Makula[4]

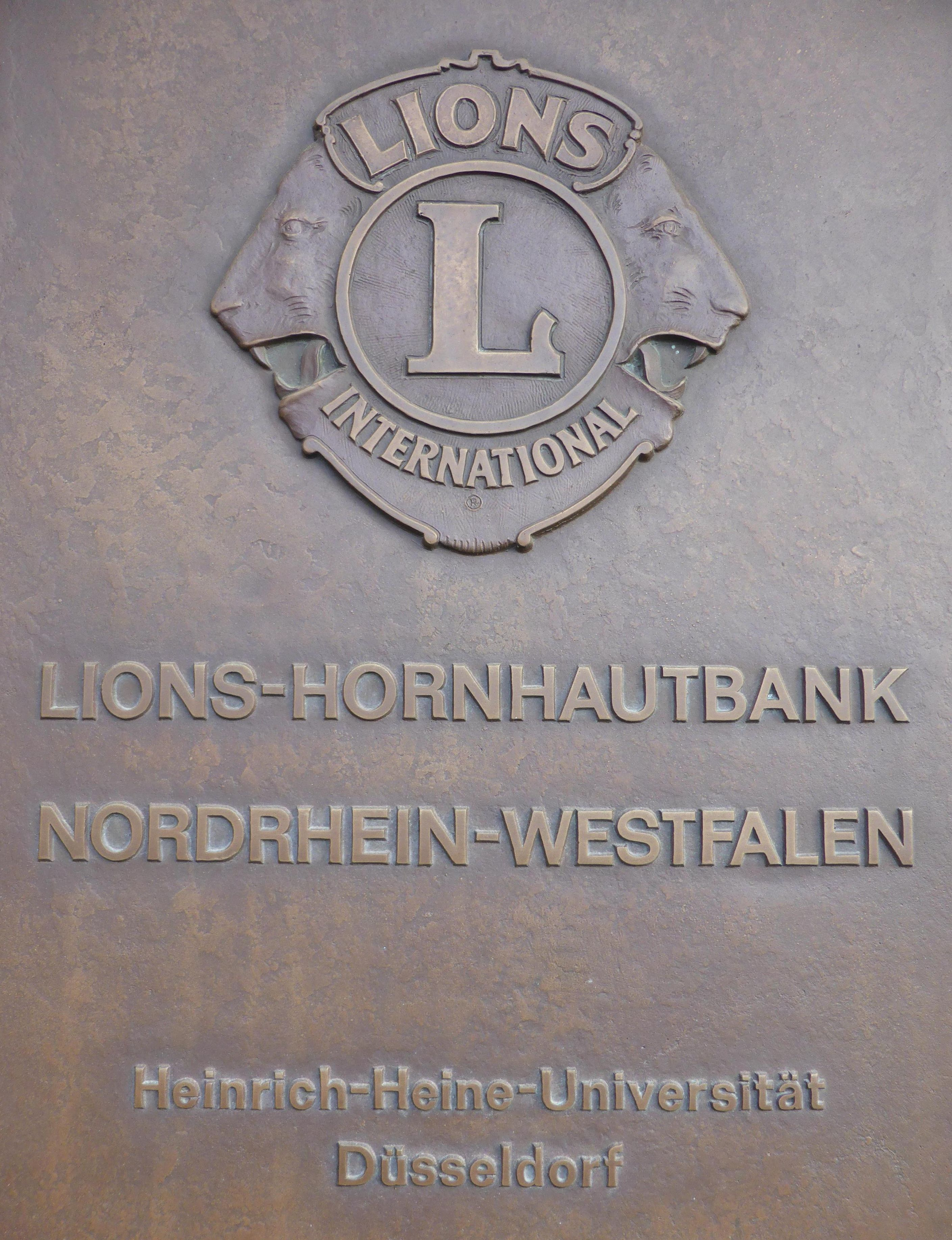
Schild der Lions Hornhautbank NRW an der Universitäts-Augenklinik Düsseldorf

## Lions Hornhautbank NRW
Zu den wichtigsten Gewebebanken in Deutschland zählt die Lions Hornhautbank NRW, in der durchschnittlich jährlich ca. 500 Transplantate konserviert werden. Etwa 5 % aller in Deutschland vorgenommenen Keratoplastiken finden in der Augenklinik des Universitätsklinikums Düsseldorf statt. Die Hornhauttransplantate stammen zum größten Teil aus dem Institut für Rechtsmedizin und den Intensivstationen des Düsseldorfer Universitätsklinikums und kooperierenden Kliniken des Umlandes. Die Düsseldorfer Hornhautbank arbeitet u. a. mit der gemeinnützigen Organisation BISLIFE zusammen, die in den Niederlanden die Verteilung von Gewebe innerhalb Europas organisiert.

## Sehschule und Orthoptistinnenschule
Die Sehschule der Augenklinik betreut strabologische und neuroophthalmologische Patienten. Die Augenklinik bildet in einer eigenen Schule auch Orthoptistinnen für ihren Beruf aus. Zu deren Aufgabenbereich gehören die Mitwirkung bei der Vorsorge sowie bei der Diagnose und Behandlung von Störungen des ein- oder beidäugigen Sehens. Diese können zum Beispiel durch Schielerkrankungen, Amblyopie, Paresen (Augenbewegungsstörungen) und Augenzittern. hervorgerufen werden.

## Wissenschaftliche Publikationen
Die Augenklinik hat zahlreiche wissenschaftliche Publikationen zu den Themen Vorderer und Hinterer Augenabschnitt veröffentlicht.